# Eva Zeisel
Eva Zeisel vagy Eva Striker Zeisel (született: Striker Éva Amália, Budapest, 1906. november 13. – New York, 2011. december 30.) formatervező, aki leginkább az USA-ba történt emigrációját követő években készített kerámia műalkotásairól ismert. Az általa készített formák gyakran a természetes világ és az emberi kapcsolatok absztrakt megjelenítései. Hosszú életpályájának különböző szakaszaiból származó műveit megtalálni a világ legjelentősebb múzeumaiban. Zeisel magát "hasznos dolgok alkotója"-ként határozta meg. Haláláig New Yorkban élt, ahol továbbra is bútorokat, valamint üveg- és kerámiatárgyakat tervezett. Eva Zeisel 105 évesen halt meg.

## Életrajz

### Gyermekkora, családja
Pollacsek (Polányi) Mihály és Cecilia Wohl (Pollacsek Mihályné, a híres "Cecil mama") legidősebb gyermeke, Laura, aki később elismert történész lett az Egyesült Államokban, Bécsben kötött házasságot 1904-ben Striker Sándor üzletemberrel, Pestre költöztek, majd 1912 és 1920 között ismét Bécsben éltek. 1920-tól az immár háromgyerekes család Budán, az Istenhegyi úton lakott. A három gyermek – Mihály, Éva és Ottó (később Striker Ottó György néven feltaláló, mérnök) – közül az 1906-ban, Budapesten született Éva a Szilágyi Erzsébet Gimnáziumban érettségizett, majd 1923-ban beiratkozott a budapesti Képzőművészeti Főiskolára, ahol többek között Vaszary János tanítványa volt, majd egy népi fazekasmesternél sajátította el a szakma rejtelmeit. A Polányi-családtagok – anyja, Polányi Károly és Polányi Mihály – már felsejlő tudományos pályafutása ellenére Striker Évát csak a művészetek érdekelték. Eredetileg festő szeretett volna lenni, de végül úgy döntött, hogy praktikusabb szakmát választ és ezért a fazekascéhbe állt be inasnak. 1925-ben hagyta ott az akadémiát, hogy egy budapesti fazekasmester mellett kitanulja a kerámiatárgyak tervezésének és készítésének fortélyait . Ő volt az első nő, aki ezt a szakmát megtanulta és a kerámiakészítés alapjainak elsajátítása után jelentkezett a németországi kerámiakészítőkhöz.

### Pályafutásának kezdete, bebörtönzés és emigráció
1928-ban Striker Éva a németországi Fekete-erdő körzetében található Schramberger Majolikafabrik tervezője lett, ahol mintegy két évig dolgozott és számos teáskészletet, vázát, tintatartót és egyéb kerámiatárgyat tervezett. A schrambergi munkái alapvetően geometrikusak voltak és egyértelműen látszott rajtuk a weimari majd később a dessaui Bauhaus dizájniskola hatása.
1932-ben Éva úgy döntött, hogy csatlakozik szabadalmi ügyvivő bátyjához, Mihályhoz, aki Sztálin meghívására külföldi szakértőként dolgozott a Szovjetunióban. 1935-ben, 29 évesen, miután több állást is betöltött a kerámiaiparban — Ukrajnában gyárakat ellenőrzött, illetve a Lomonoszov-gyár részére terveket készített —, kinevezték a szovjet kerámiaipar művészeti igazgatójának. Mindössze egy év elteltével, 1936-ban, a Moszkvában élő Striker Évát megvádolták, hogy részt vett a Sztálin elleni merényletkísérletben. Letartóztatták és 16 hónapig tartották börtönben, amelyből tizenkettőt magánzárkában töltött. Végül elengedték és kiutasították a Szovjetunióból. Az ő börtönbeli tapasztalatait dolgozta fel Arthur Koestler, Zeisel gyermekkori barátja a Sötétség délben című világhírű antisztálinista regényében. Éva még Bécsben ismerkedett meg férjével Hans Zeisellel, aki ismert jogtudós, statisztikus majd később a Chicagói Egyetem professzora volt. 1938-ban, röviddel megérkezése után Angliába utaztak a nácik megszállta Bécsből és Londonban házasságot kötöttek. A pár innen New Yorkba költözött, állítólag mindössze 64 dollárral a zsebükben.

### Házasság és gyermekek
Évának két gyermeke született Hanstól: a fiuk, John Zeisel és a lányuk, Jean Richards. A Throwing Curves: Eva Zeisel című dokumentumfilmben John és Jean mesélnek szüleik viharos házaséletéről az 1940-es és 1950-es években, amikor a gyerekek még kicsik voltak. A dokumentumfilmben azt állítják, hogy mind Hans mind Éva domináns személyiségek voltak, és ez gyakran vezetett összeütközésekhez, melyek során folyton vitatkoztak és veszekedtek". Éva ebben az időszakban sokat volt távol otthonról, ami tovább rontotta a házastársi konfliktust. Amint John mondja a filmben: "azért veszekedtek, mert erre volt szükségük ahhoz, hogy együtt maradhassanak."

### Későbbi pályafutása
Zeisel formatervezői karrierje szépen haladt az Egyesült Államokban. A General Mills, Rosenthal China, Castleton China, és más cégek részére készített tervein túl Zeisel tartotta az első formatervezési kurzusokat a New York-i Pratt Institute-nál. 1946-ban Zeisel rendezte az első női bemutatót a New York-i Modern Művészeti Múzeumban (MOMA).
Zeisel az 1960-as és 1970-es években abbahagyta az ipari formatervezést, de az 1980-as években visszatért. Legutóbbi tervei közül számos hasonlóan sikeres lett, mint korábbi munkái. Zeisel legutóbbi tervei között szerepelt a Chantal részére tervezett teáskanna, a Nambe részére tervezett poharak, a Signature részére készített mosdó és fürdőkád, a KleinReidnek készített kerámiák, az 'Eva Zeisel Originals' márkanév alatt készült kávézóasztal, valamint a Crate and Barrel cég egyik legkelendőbb étkészlete.
Volt még egy rövid életű készlet "Pinnacle" fantázianév alatt a Chantal márkánál, amely egy teáskannából, cukortartóból, tejeskancsóból és bögrékből állt. A teáskanna, a cukortartó és a tejeskancsó fekete-fehérben, míg a bögrék hat különböző színben voltak kaphatók. Bloomingdale árulta őket, de nem sokáig lehetett kapni.
Legújabb étkészletét "101" név alatt készítte a 'Royal Stafford'.
Éva 2010-ben két formatervet adott ki az EvaZeiselOriginals.com-on keresztül: az Eva Zeisel Lounge Chairt és az Eva Zeisel Salt & Pepper Shakerst. A Lounge Chairt az O Magazine 2010 februári száma méltatta, míg az S&P shakers az O Magazine 2010. áprilisi számában mutatták be.

## Alkotások és kiállítások
Eva Zeisel formaterveit használatra készítette. Érzéki formáihoz gyakran adtak inspirációt az emberi test hajlatai, kihasználva az agyag lágyságát. Zeisel organikusabb közelítése a modernizmushoz valószínűleg a Bauhaus esztétikai elveit követte, amelyek tanulóévei során voltak népszerűek. Formai és színérzékét a magyar népművészet motívumai is befolyásolták, amelyek gyermekkorában vették körbe. Zeisel összes formatervét, legyen az bútor, fém, üveg vagy kerámia, gyakran sorozatokban vagy más tárgyakkal összekapcsolva készítette. Zeisel számos formaterve moduláris rendszerű, amelyekkel egyben helyet is meg lehet takarítani.
Zeisel munkáit a New York Sun egyik cikkében ekként jellemzte: “Sosem készítek szögletes dolgokat. Én inkább a kerek dolgokat szeretem — azok jobban illenek a személyiségemhez… még a kezem között a levegő is kerek.”
Legismertebb művei között szerepelnek a Red Wing Pottery által gyártott excentrikus és biomorf "Town and Country" étkészletek, a Hallcraft "Tomorrow's Classic" és "Century" készletei, a Castleton "Museum" készlete, amelyet a Modern Művészetek Múzeuma is bemutatott, valamint a Hall Tri-Tone sorozata. 1998-ban a Town and Country készletből korlátozott számban újra értékesített darabokat a MOMA. (A Crate & Barrel jelenleg is árul egy reprodukciós készletet "Century" név alatt, amely tartalmazza az eredeti "Century" darabokat, valamint néhányat a "Tomorrow's Classic" sorozatból. Az eredetiekkel szemben ezek az edények állítólag sütőben használhatók.)
Zeisel munkái szerepelnek a németországi Bröhan Museum, a londoni British Museum és Victoria and Albert Museum, a Musée des Arts Decoratifs de Montreal; a New York-i MOMA; a Knoxville Museum of Art és Brooklyn, Metropolitan, Dallas, és Milwaukee múzeumok állandó gyűjteményeiben.
1988-ban a budapesti Iparművészeti Múzeum is bemutatta munkáit, a "Museum", a "Town and Country", a "Hallcraft/Tomorrow's Classic" és a "Hallcraft/Century" étkészleteket.
2004-ben a Knoxville Museum of Art jelentős retrospektív kiállítást rendezett "Eva Zeisel: The Playful Search for Beauty" címmel, amelyet később átvett a Milwaukee Art Museum és a Hillwood Museum & Gardens, Washington D.C.
2006. december 10-én a Mingei International Museum San Diegóban egy nagyszabású évszázados retrospektív kiállítást rendezett "Eva Zeisel: Extraordinary Designer at 100", amelyen bemutatták műveit a schrambergi időszaktól (1928) egészen a Nambe, Chantal, Eva Zeisel Originals és más cégeknek készített legutóbbi formatervekig (2006). A kiállítás 2007. augusztus 12-ig tartott.
Legutóbbi bútor-formaterve az "Eva Zeisel Lounge Chair", amely kizárólag az Eva Zeisel Originals cégnél kapható. A szék és Éva díjnyertes kávézó asztala a New York-i Primary Stages színház színpadán is látható volt.

## Kitüntetések, díjak
2005-ben Zeisel Éva kapta a Cooper-Hewett National Design Museum életműdíját.

## Fordítás
- Ez a szócikk részben vagy egészben  az   Eva Zeisel című angol Wikipédia-szócikk fordításán alapul.  Az eredeti cikk szerkesztőit annak laptörténete sorolja fel. Ez a jelzés csupán a megfogalmazás eredetét és a szerzői jogokat jelzi, nem szolgál a cikkben szereplő információk forrásmegjelöléseként.